# Algorta
Algorta ist eine Ortschaft in Uruguay.

## Geographie
Sie befindet sich in der Cuchilla de Haedo im zentralen nördlichen Teil des Departamento Río Negro in dessen Sektor 12. Algorta grenzt an das Nachbardepartamento Paysandú und liegt nördlich von Villa General Borges. Einige Kilometer östlich der Ortschaft befindet sich die Quelle des Arroyo Don Esteban, dessen Nebenfluss Arroyo Don Esteban Chico bereits nahe dem Ostrand Algortas entspringt.

## Infrastruktur
Durch Algorta führt die Ruta 25, die wenige Kilometer nördlich in die Ruta 90 mündet. Früher zweigte in Algorta von der Bahnstrecke Chamberlain–Salto eine Strecke nach Fray Bentos ab.

## Einwohner
Der Ort hatte bei der Volkszählung im Jahr 2011 779 Einwohner, davon 399 männliche und 380 weibliche.
| Jahr | Einwohner |
| ---- | --------- |
| 1963 | 621       |
| 1975 | 570       |
| 1985 | 548       |
| 1996 | 705       |
| 2004 | 804       |
| 2011 | 779       |

Quelle: Instituto Nacional de Estadística de Uruguay